# 常纂寺
常纂寺（じょうさんじ）は、兵庫県神戸市西区にある浄土宗の寺院。本尊は阿弥陀如来。

## 歴史
この寺は安土桃山時代から江戸時代にかけての慶長年間（1596～1615）に、芸蓮社願譽上人林甫大和尚の開山により創建された寺である。

## 文化財
- 神戸市指定文化財
  - 常纂寺の来迎形阿弥陀如来立像

## 所在地
- 兵庫県神戸市西区枝吉4-40